# نوربرت دوبلایت
نوربرت دوبلایت (آلمانی: Norbert Dobeleit؛ زادهٔ ۱۷ ژوئیه ۱۹۶۴) دونده سرعت اهل آلمان بود.
وی در مسابقات کشوری و بین‌المللی در مجموع برندهٔ ۱ مدال برنز شده‌است.